# Mr. Stitch
Mr. Stitch ist ein US-amerikanischer Science-Fiction- und Horrorfilm von Roger Avary der als Fernsehfilm produziert wurde. Avary schrieb selbst das Drehbuch als Neuinterpretation von Frankenstein und trat auch als einer der Produzenten auf. Die Erstaufführung erfolgte in den Vereinigten Staaten am 17. August 1996 auf dem Sci-Fi Channel. In Deutschland erschien der Film am 20. November 1995 als Direct-to-Video-Veröffentlichung.

## Handlung
Dr. Rue Wakeman erweckt in einer geheimen Militäreinrichtung einen aus 88 Körpern, jeweils 44 Frauen und Männern, zusammengestelltes androgynes Wesen mit dem Namen Subjekt 3 zum Leben. Das Wesen hat keine Erinnerungen, ist aber in der Lage zu sprechen und aus den ihm zur Verfügung gestellten wissenschaftlichen Büchern zu lernen und verfügt über übermenschliche Stärke. Es überzeugt Dr. Wakeman durch Androhung von Gewalt, ihm zwei fiktive Bücher zum Lesen zu besorgen, die Bibel sowie Frankenstein. Dr. Wakeman bringt ihm eine Bibel, sagt aber, dass er an keine Ausgabe von Frankenstein gelangen konnte. Nachdem Subjekt 3 die Bibel gelesen hat, entscheidet er sich ausgehend von seiner Körperstärke und seiner Aggressivität sich als Mann zu identifizieren und gibt sich selbst den biblischen Namen Lazarus.
Lazarus wird immer wieder von Albträumen heimgesucht, die für ihn sehr lebhaft wirken. Dr. Wakeman schickt deshalb die Psychiaterin Dr. Elizabeth English zu Lazarus, um mit ihm über seine Träume zu sprechen. Sie schenkt Lazarus auch eine Ausgabe von Frankenstein, wobei dieser feststellt, dass er dieses Buch schon einmal gelesen hat. Bei einer Hypnosesitzung stellt Dr. English fest, dass die Albträume die Erinnerungen der verstorbenen Menschen sind, aus denen der Körper von Lazarus zusammengestellt wurde. Einer dieser Menschen war Dr. Frederick Texarian, der ebenfalls in der Einrichtung arbeitete und mit Dr. English liiert war. Dr. Texarian kam einer Intrige auf die Spur, nachdem das Ziel der Projektes die Schaffung eines Supersoldaten war. Wakeman zieht Dr. English daraufhin vom Projekt ab und Lazarus flieht aus der Anlage. Auf seiner Flucht hört er ein Gespräch von Dr. Wakeman, in welchen er den Start der Arbeiten an dem neuen aggressiveren Subjektes 4 ausführt und die Beseitigung von Subjekt 3 festlegt. Lazarus flüchtet zu Dr. English, kehrt aber bald in die Forschungsanlage zurück um das Subjekt 4 zusammen General Hardcastle, den Auftraggeber des Projektes sowie sich selbst mittels VX-Gas zu töten.
Nach dem Abspann sieht man Dr. English, wie sie einen neuen Körper zusammenstellt.

## Hintergrund
Der Film war ursprünglich als Pilotfilm für eine eigenständige Serie gedacht. Streitigkeiten zwischen dem Regisseur Roger Avary und dem Darsteller und Produzenten Rutger Hauer führten aber zur Aufgabe dieses Plans. Hauer verließ die Dreharbeiten schließlich, so dass Avery das Drehbuch umschreiben musste, damit er die bereits mit Hauer abgefilmten Szenen im Film weiter sinnvoll verwenden konnte.
Die Dreharbeiten fanden 1994 in Nizza in Frankreich statt, was unter anderem dazu führte, dass bei der Verfolgungsjagd im letzten Drittel des Filmes hauptsächlich französische Autos zum Einsatz kamen, obwohl der Film in den Vereinigten Staaten spielt. Das Szenenbild von Dr. Wakemans Labor ist großteils in grellen Weiß gehalten und auch die restlichen Aufnahmen wirken stark stilisiert und erinnern an Werke von Fritz Lang, von denen Regisseur Roger Avary ein Fan ist.

## Rezeption
Der Film erhielt mittelmäßige Kritiken.
Die Kritiker der Fernsehzeitschrift TV Spielfilm gaben dem Film einen „Daumen zur Seite“. Der Film setze weniger auf Monsterhorror und habe einen schwer verdaulichen Tiefgang. Todd Everett schrieb in seiner Review im Magazin Variety, dass das Schauspiel teilweise entsetzlich sei, lobte aber Wil Wheatons einfühlsame und intelligente Darstellung des Charakters Lazarus. Auf der Kritikerseite Rotten Tomatoes erhielt Mr. Stitch eine durchschnittliche Userwertung von 27 Prozent (Stand: Februar 2020).